# Ex factis jus oritur
Ex factis jus oritur er et princip i folkeretten som oversat fra latin betyder "Fra kendsgerninger skal lovgivning skabes" og refererer til det juridiske princip eller det politiske pragmatiske synspunkt, at de faktiske omstændigheder skal sætte udgangspunktet for lovgivningen. Dets modsætning er Ex injuria jus non oritur, som angiver det juridiske princip, at ulovlige handlinger ikke skal danne præcedens for lovliggørelse af lovovertræderens handlinger. Ex factis jus oritur kaldes på engelsk  "Facts on the ground."